# 哈元生
哈元生（？—1738年），清朝回族大臣，直隶河间府人。
康熙年间入伍，开始做把总。雍正年间为守备。参与平定贵州的布依族、苗族、乌蒙彝族起义。担任参将。雍正九年（1731年），担任云南提督，之后改任贵州提督，主编《新辟苗疆图志》。十年（1732年），召觐在办理军机处行走，十一月回任贵州。乾隆三年（1738年），哈元生去世。

## 延伸阅读
[在维基数据编辑]
 《清史稿/卷298》，出自趙爾巽《清史稿》